# Přelovice
Přelovice är en ort i Tjeckien.   Den ligger i regionen Pardubice, i den centrala delen av landet, 90 km öster om huvudstaden Prag. Přelovice ligger 225 meter över havet och antalet invånare är 192.
Terrängen runt Přelovice är platt.Runt Přelovice är det ganska tätbefolkat, med 111 invånare per kvadratkilometer. Närmaste större samhälle är Pardubice, 12,1 km öster om Přelovice. Omgivningarna runt Přelovice är en mosaik av jordbruksmark och naturlig växtlighet.